# 乌潴洋
乌潴洋：今广东省江门台山市南部海域川山群岛上川岛东面离岛乌猪洲，也作乌猪岛；距大陆26公里，面积5.6平方公里。岛上无居民，为垂钓胜地。是中国明清时代的商船下南洋或西南洋的必经之路，传统航行线路一般是：乌潴洋—七洲洋—铜鼓山—独潴洋（今海南省万宁市东南海中的大洲岛）。

## 航海指南
《指南正法·宁波往东京针路》190页记载：
|  | 用坤未七更见乌猪。用单坤十三更见七州。用单申二更见铜鼓。用单坤五更见独猪。用坤未四更见海南犁母。用庚酉十五更取海宝。用单亥及乾亥五更取鸡唱门入港。 |

明代慎懋赏（约1531—约1605）所著《四夷广记·福建往安南国针路》记载：
|  | 用坤未针，五更船，取乌潴山。用坤未针，十更船，平七州山。用坤未针，七更船，平独潴山。用单未针，二十更船，取占毕罗。用单未针，五更船，取外罗山外。 |

其中的距离“十更”约为220公里。
成书于嘉靖十五年（1536年）的《海语》，记述海中荒忽奇谲情况极为详细，作者是明代官员、广州府南海县人黄衷（1474—1553）。书中对乌潴洋有如下记载：
|  | 暹罗国在南海中，自东筦之南亭门放洋，南至乌潴、独潴、七洲，星盘坤未针至外罗，坤申针四十五程至占城。 |